# Donau City

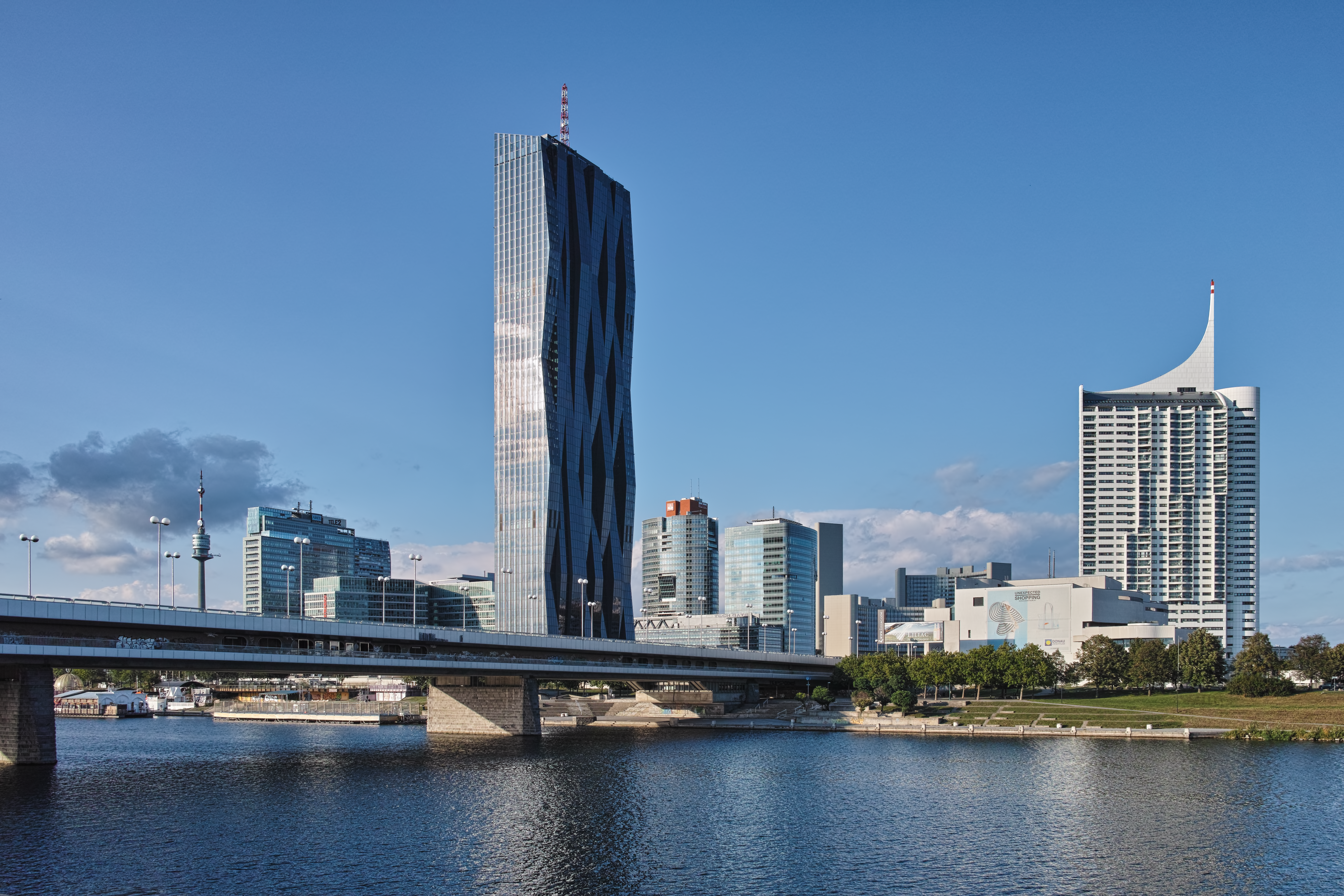
Die Donau City von Süd-Südwest aus gesehen. Von links nach rechts: Donauturm, Ares Tower, STRABAG-Haus, DC Tower 1, Andromeda-Tower, Tech Gate Vienna, Vienna International Centre (halb verdeckt) und Hochhaus Neue Donau

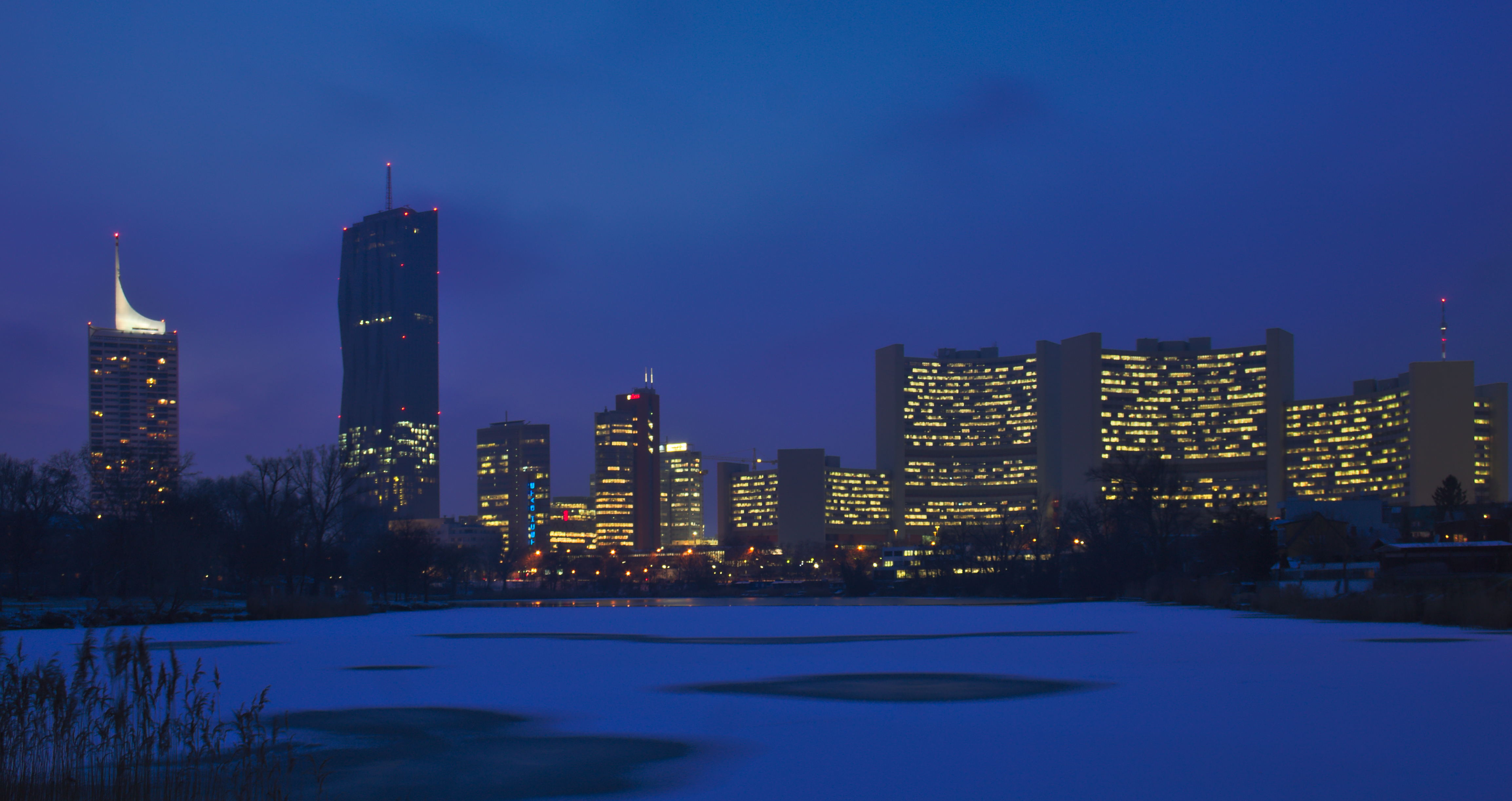
Donau City bei Nacht

Die Donau City ist ein ab 1996 neu errichteter Stadtteil im 22. Wiener Gemeindebezirk, Donaustadt. Sie wird durch zahlreiche Hochhäuser geprägt, die teilweise zu den höchsten in Österreich zählen. Die Gebäude werden hauptsächlich für Büros und Wohnungen genutzt. Der Stadtteil liegt unmittelbar neben der Reichsbrücke und ist das stadtzentrumsnächste Viertel am linken Donauufer.

## Geschichte

### Überschwemmungsgebiet und Bretteldorf

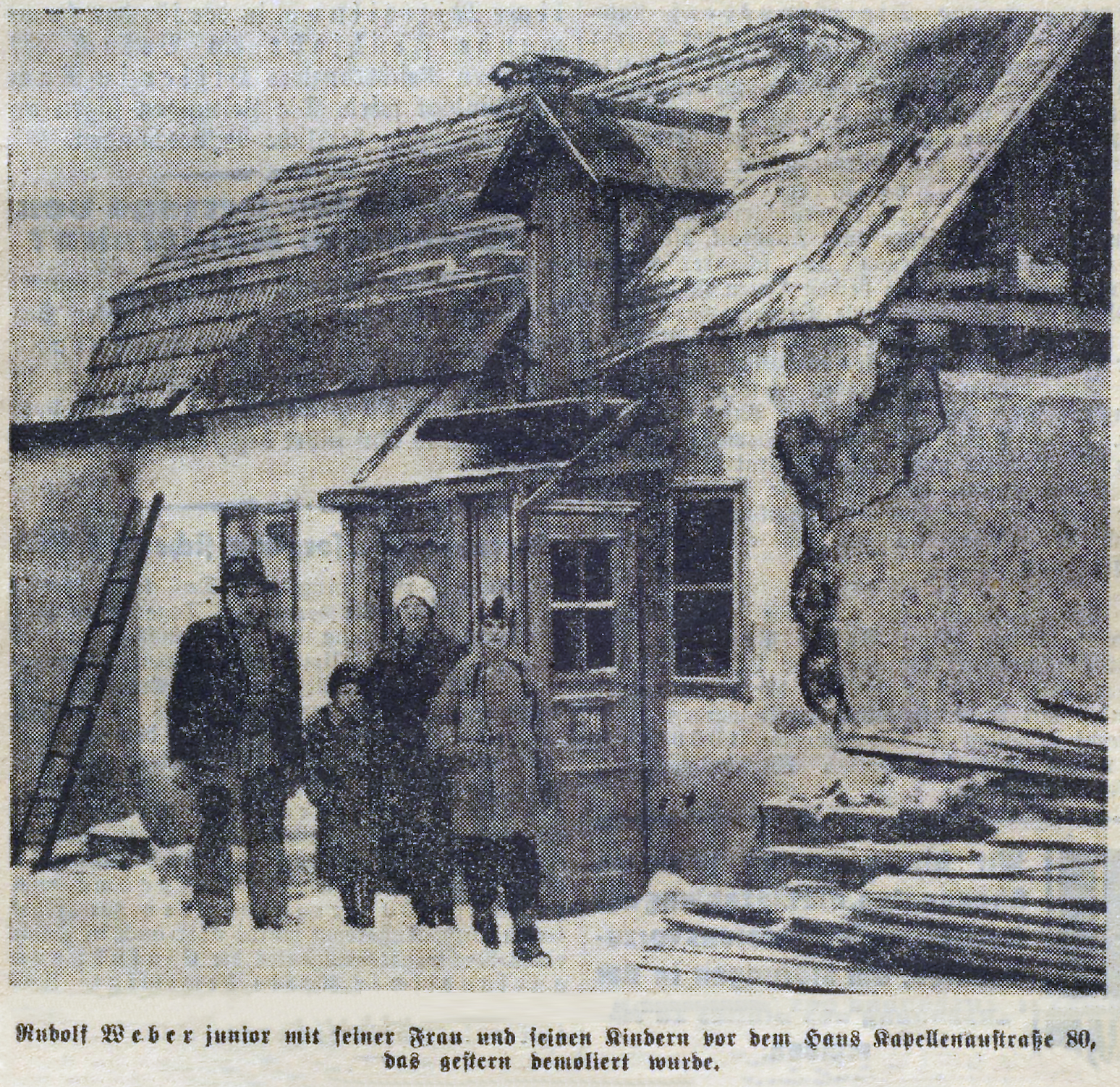
Bretteldorf 1938: abgebrochenes Wohnhaus, Kapellenaustraße 80 (Lage heute: ca. 50 m südwestlich des Donauturms)

Die Donau ist untrennbar mit der Geschichte Wiens verbunden, verlief aber jahrhundertelang außerhalb der Stadt und fungierte als Verkehrsweg ebenso wie als Verkehrshindernis. Die zahlreichen Überschwemmungen des unregulierten Stromes ließen es nicht geraten erscheinen, wichtige Gebäude direkt am Wasser, in den flachen Donauauen oder auf den vom Strom gebildeten Inseln zu errichten. Brücken bestanden zumeist aus Holz und mussten nach Hochwässern nicht selten neu errichtet werden.
Die Donauregulierung von 1870 bis 1875 machte das Areal der Donau City durch den neu angelegten Hubertusdamm, der parallel zum neuen Hauptstrom das Hinterland vom Überschwemmungsgebiet abgrenzte, hochwassersicher. Der bisherige Hauptstrom wurde zum stehenden Gewässer, Alte Donau genannt. Auf dem Areal befanden sich aber ein Altarm, das südlich der Wagramer Straße bis heute bestehende Kaiserwasser, und Aulandschaften, die als Bauland vorerst nicht gefragt waren. 1935 erwarb die Stadt Wien dieses Auland vom Stift Klosterneuburg. Teile des Areals dienten zwischen den Weltkriegen und danach als Mistablagerungsstätte, andere Teile wurden mit Schrebergärten besiedelt. Die schlechte Bauqualität der in Notzeiten errichteten Hütten führte zum Namen Bretteldorf. Die Pachtverträge der rund 1000 Einwohner dieses Gebietes wurden von der Stadt bis in die 1960er Jahre nach und nach gekündigt. Im Gegenzug erweiterte diese die Mülldeponie.

### Die Gartenschau 1964 als Initialzündung

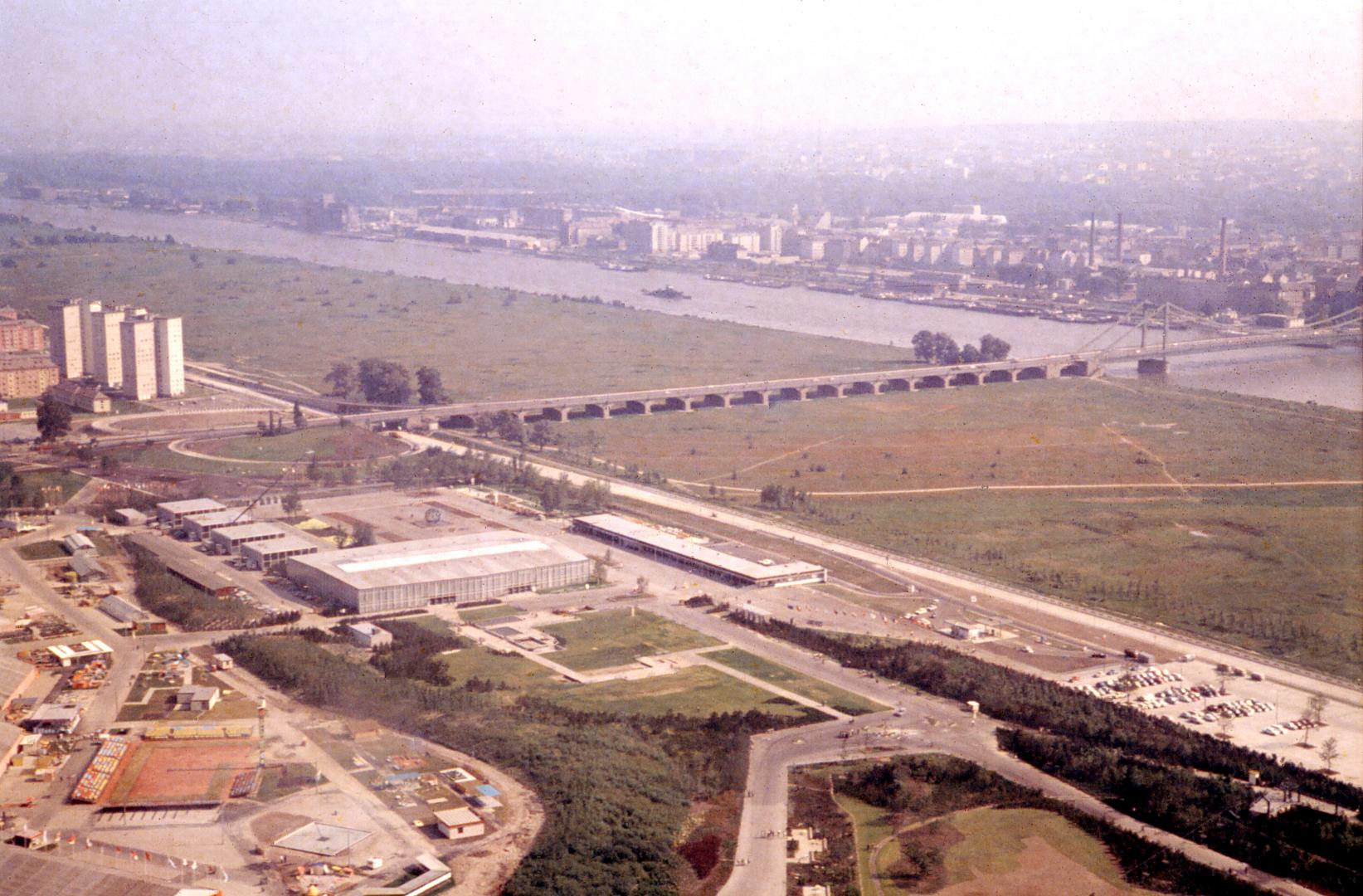
Blick vom Donauturm auf den heute durch die Donau City ersetzten Teil der WIG 64: mit der Donauparkhalle und vier weiteren Ausstellungshallen, 1964

Die Freimachung des Geländes (die frühere Deponie wurde nur oberflächlich saniert) und die Abhaltung der Wiener Internationalen Gartenschau 1964 (WIG 64) auf einem Teil des Areals bildeten den Anfang aller weiteren städtebaulichen Investitionen. Der ab 1962 errichtete Donauturm wurde zum Wahrzeichen der Gegend; das Gartenschaugelände blieb als sogenannter Donaupark großteils bis heute erhalten. Für den Geländestreifen entlang der Wagramer Straße, der wichtigsten Ausfallstraße Wiens nach Nordosten, wurde städtische Bebauung geplant, ohne dass damals bereits konkrete Projekte vorgelegen wären.

### Das Areal wird aufgewertet

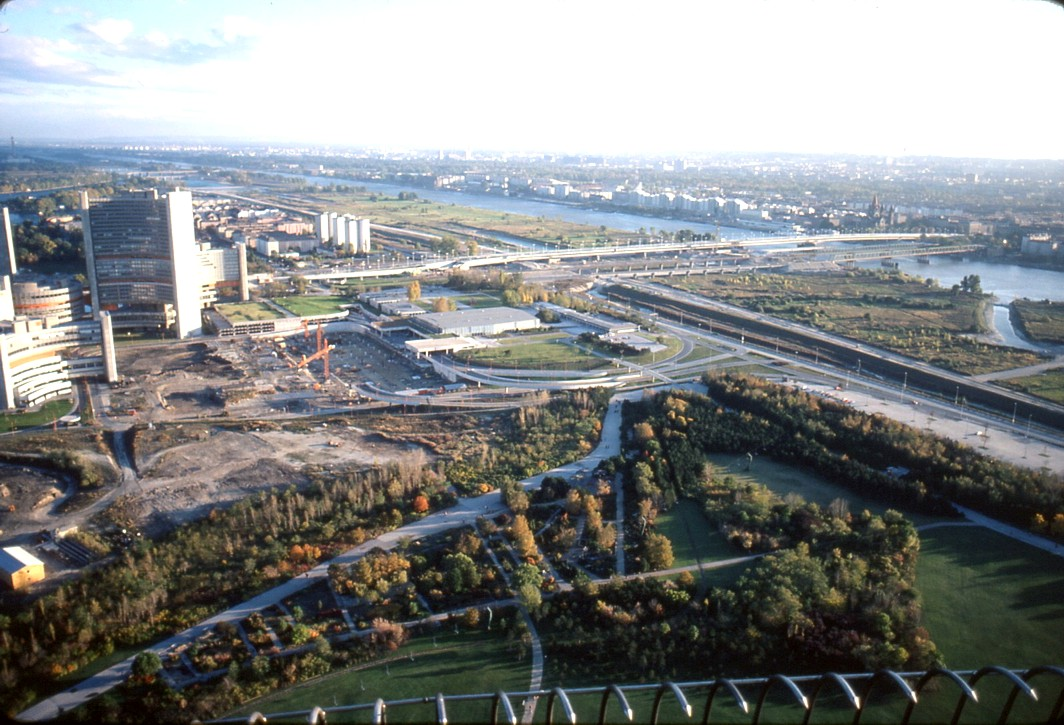
Das Areal der heutigen Donau City, 1980

Dies änderte sich, als Österreich 1967 den Vereinten Nationen (UNO) ein Amtssitzzentrum in Wien versprach. Das sogenannte Vienna International Centre (VIC), Teil der UNO-City, wurde schließlich ab 1973 zwischen dem verkleinerten Donaupark und der Wagramer Straße errichtet und im August 1979 eröffnet. Die Bauten des VIC gaben größenmäßig einen neuen, großstädtischen Maßstab für ihre Umgebung vor, die bis dahin Stadtrandcharakter hatte.
Der Einsturz der zweiten Reichsbrücke 1976 sollte eine zusätzliche Aufwertung des Areals bedeuten. In den Hohlkasten der bis 1980 wiedererrichteten Brücke wurde nun auch eine U-Bahn-Trasse eingeplant. Die Linie U1  erreichte somit bereits im Jahr 1982 – früher als ursprünglich geplant – das nördliche Donauufer. Über die Station Kaisermühlen – Vienna International Centre ist das Stadtzentrum seither in wenigen Minuten erreichbar.
1972–1988 wurde die Donau im Raum Wien neuerlich reguliert, um verbliebene Hochwassergefahren zu beseitigen. Neben dem Areal der heutigen Donau City entstanden dabei, parallel zum Hauptstrom, die Neue Donau, ein zumeist stehendes Gewässer, das sich für Freizeitnutzung eignete, und die Donauinsel zwischen Neuer Donau und Hauptstrom, die nach Entscheid der Stadtverwaltung nicht verbaut, sondern ebenfalls für Freizeitnutzung bereitstehen sollte.
1987 wurde als zweiter Teil der UNO-City neben dem Vienna International Centre (VIC) das von Staat und Stadtverwaltung finanzierte Kongresszentrum Austria Center Vienna (ACV) eröffnet.

### Keine Expo 1995
Ende der achtziger Jahre erwog Wien gemeinsam mit Budapest im Jahr 1995 eine Weltausstellung auszurichten. Am 14. Dezember 1989 erhielt man für dieses Vorhaben den Zuschlag. Die Expo 95 sollte demnach von 29. April bis 26. Oktober 1995 stattfinden.
Als Ausstellungsgelände wurde der Bereich „Donauraum – Konferenzzentrum“ (ca. 50 ha) definiert. Die Nachnutzung des damals noch kontaminierten und alluvialen Stück Lands wurde als entscheidender Faktor der Expo-Planung bestimmt. Das Gelände sollte im Anschluss an die Weltausstellung gänzlich in die gegebene Stadtstruktur integriert werden.
Am 30. März 1990 wurde hierfür ein Leitprogramm für die städtebauliche Entwicklung beschlossen. Die Gestaltung des Ausstellungsgeländes sollte dabei auf Grundlage eines von der (1989 gegründeten) Expo-Vienna AG ausgelobten Architektenwettbewerbs erfolgen. Auf temporäre Bauten größeren Ausmaßes sollte verzichtet werden.
Der Wettbewerb „Bebauungs- und Gestaltungskonzepte EXPO 95 in Wien und Nachnutzung“  wurde bis Ende 1990 abgehalten. Teilnahmeberechtigt waren Architekten aus Österreich, aus Ungarn und ausgewählte internationale Architekturbüros, ferner wurden auch Studierende eingeladen, sich zu beteiligen. Aus insgesamt 84 Projekten (65 von Architekten und 19 von Absolventen) wurde das von Sepp Frank und Rudolf Zabrana ausgewählt.
Entgegen ursprünglichen Plänen, die einstige Deponie mit einer Platte zu versiegeln, wurde sie schließlich vollständig ausgehoben. Diese Begleitmaßnahme der Expo-Vorbereitungen umfasste einen Aushub von insgesamt rund 965.000 Tonnen Material, davon 240.000 Tonnen Hausmüll aus der Nachkriegszeit bis 1963/64.
Im Zuge einer aus politischen Gründen durchgeführten Volksbefragung vom 14. bis 16. Mai 1991 sprachen sich 64,85 % der Befragten gegen die Abhaltung der Expo aus, ungeachtet breiter Unterstützung durch Politik, Medien und Wirtschaftskreise.
Infolgedessen zog die Republik Österreich die Bewerbung für den Standort Wien in der Generalversammlung des BIE am 5. Juni 1991 wieder zurück.

### Ein neuer Stadtteil entsteht

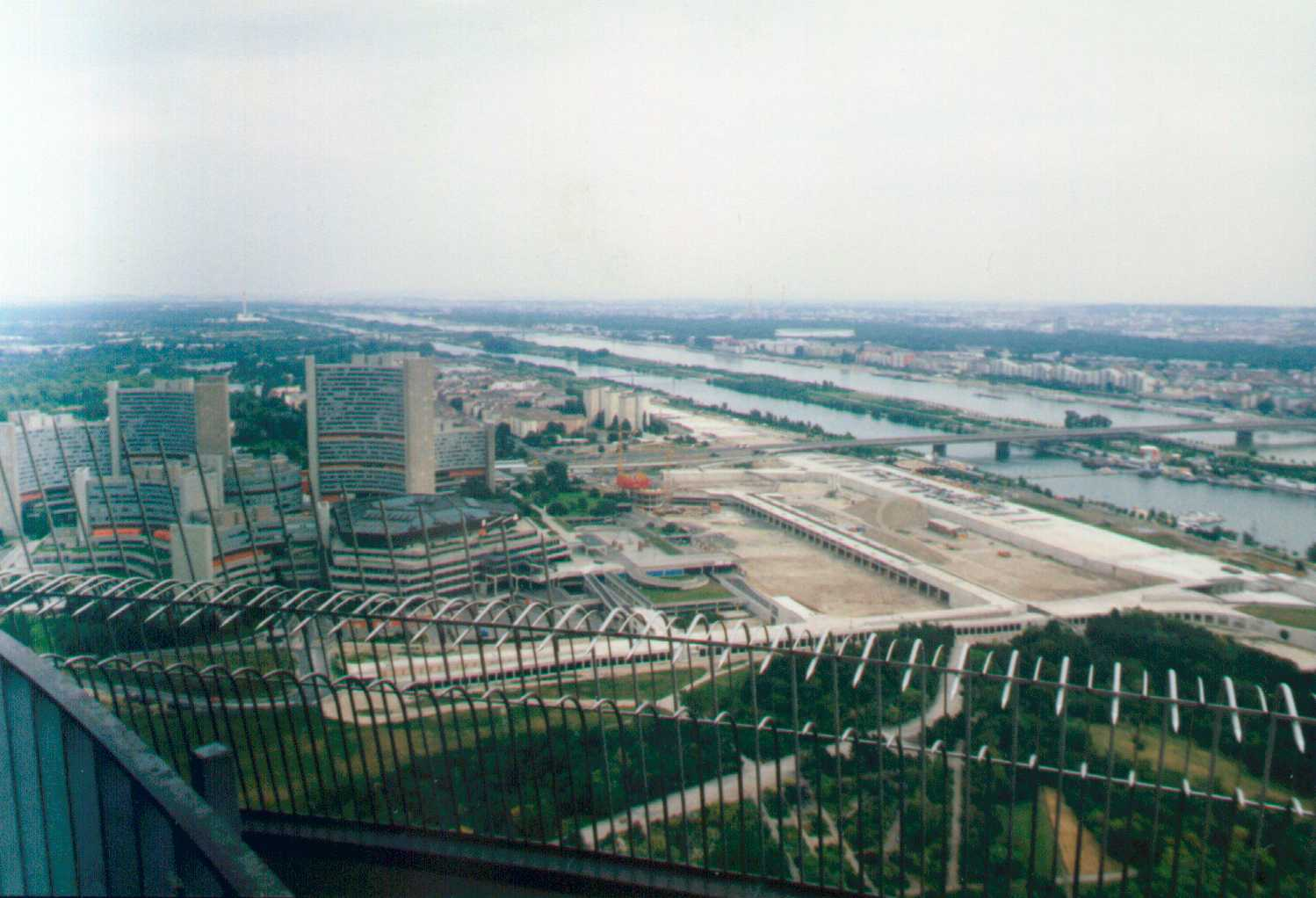
Die Baustelle der Donau City, 1996: Das Verteilerbauwerk und die Überplattung der Autobahn sind fertiggestellt

Nach Absage der Expo war man bestrebt, das ungenutzte, aber bereits im Umbau befindliche Areal weiter baureif zu machen und zu entwickeln. Hierfür wurde noch 1991 die Auffanggesellschaft WED Wiener Entwicklungsgesellschaft für den Donauraum AG gegründet.
Anfang der 1990er Jahre wurden daraufhin die Architekten Adolf Krischanitz und Heinz Neumann mit einem Masterplan für einen neuen, multifunktionalen Stadtteil auf dem freien Areal (das vom ursprünglich größeren Donaupark abgetrennt wurde) zwischen VIC, ACV und Hubertusdamm bzw. Neuer Donau beauftragt. Die WED wählte dafür den Namen Donau City.
Bereits im Zuge der Planungen für die Weltausstellung war erwogen worden, die Donauufer-Autobahn A22 im Bereich des VIC zu überplatten, auch im Hinblick auf eine spätere Nachnutzung des Geländes.
An diesem Vorhaben wurde festgehalten und die Autobahn bis 1996 auf einem Abschnitt von 2.150 m überplattet. Der dadurch entstandene Tunnel Kaisermühlen ist heute die am meisten befahrene Tunnelanlage Österreichs. Die Überdeckung der Donauufer-Autobahn wurde gleichsam als Fundament für eine künftige Bebauung konzipiert. Dafür wurde über dem Fahrraum des Tunnels ein 2,2 Meter hoher Hohlkasten ausgebildet, der beispielsweise Kellerabteile und Technikräume künftiger Neubauten aufnehmen kann. Die für den Autobahnbetrieb erforderlichen technischen Anlagen sind hingegen vorrangig in seitlichen Kollektoren angesiedelt.
Um die nun entstandenen enormen Niveauunterschiede (nach Aushub der einstigen Deponie lag der gewachsene Boden neun Meter unter dem Niveau der Umgebung) auszugleichen, wurde auch der neue Stadtteil mit einer solchen Überbauung (der sogenannten Donauplatte) versehen. Für den Auto- und Fußgängerverkehr sind dabei unterschiedliche Ebenen vorgesehen. 1993 wurde mit der Errichtung der Infrastruktur für die kommende Nutzung begonnen. Der Grundstein für das erste Gebäude, den Andromeda-Tower, wurde 1995 gelegt. Als technische Voraussetzung für die Haupterschließung des Areals wurde 1996 ein parallel zur Autobahn verlaufendes Verteilerbauwerk fertiggestellt, das alle Bauplätze erschließt.
Das Ebenenkonzept hat bis heute Bestand, der ursprüngliche Masterplan wurde jedoch nicht weiter verfolgt. Nach Fertigstellung von knapp zwei Dritteln der Gesamtplanung wurden hier bis 2005 ca. 1,7 Millionen Kubikmeter verbaut; das entspricht einer Bruttogeschoßfläche von rund 500.000 Quadratmetern.

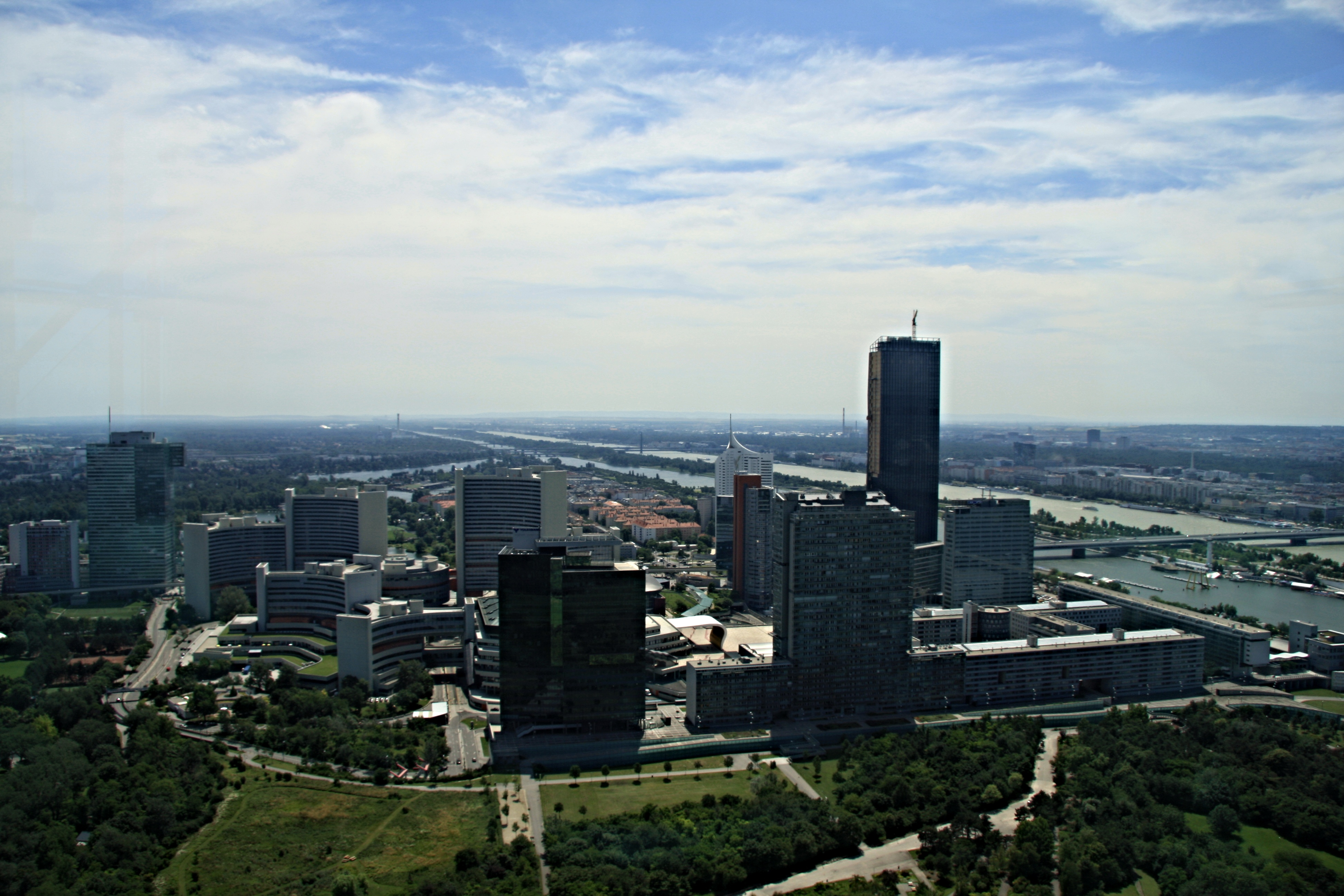
Die Donau City im Jahr 2013. Von links nach rechts: IZD Tower, Vienna International Centre, Saturn Tower, Hochhaus Neue Donau, Andromeda-Tower, Mischek Tower, DC Tower 1, Ares Tower und Wohnpark Donau City

Im Jahr 2002 ließ die WED einen internationalen Gestaltungswettbewerb für den letzten zu entwickelnden Abschnitt ausschreiben. Den Zuschlag in diesem Gutachterverfahren erhielt der Architekt Dominique Perrault aus Paris. Im Anschluss wurde er mit der Erstellung eines Masterplans für das Gebiet beauftragt. Basierend auf diesen Plänen wurde ein städtebauliches Leitbild entworfen und am 1. Juli 2004 vom Gemeinderat beschlossen. Im Gegensatz zu früheren Projekten am Standort wurde hier eine gemischte Nutzung vorgeschrieben. Perrault konzipierte als „Brückenkopf“ die beiden DC Towers  als gebautes Eingangstor für den Stadtteil.
Nach Eröffnung von Turm 1 im Februar 2014 sollten in den folgenden Jahren die drei Hochhaustürme Danube Flats, DC Tower 2 und DC Tower 3 die Skyline vervollständigen. Der Zeithorizont für diese Bauvorhaben wurde in den letzten Jahren jedoch stets verschoben.
Die Gebäudedaten der in der Donau City entstandenen bzw. projektierten Objekte sind untenstehender Tabelle zu entnehmen.
Das vor dem Stadtteil befindliche Gelände am Donauufer wird seit 2018 neu gestaltet. Vorangegangen war diesen Arbeiten ein jahrelanger Rechtsstreit der Stadt Wien mit dem früheren Generalpächter um Genehmigungen und Auflagen. Der Uferbereich war in den 1980er Jahren unter dem Namen „Copa Cagrana“ bekannt geworden und wird mittlerweile als „Copa Beach“ vermarktet.

### Das Areal auf historischen Plänen

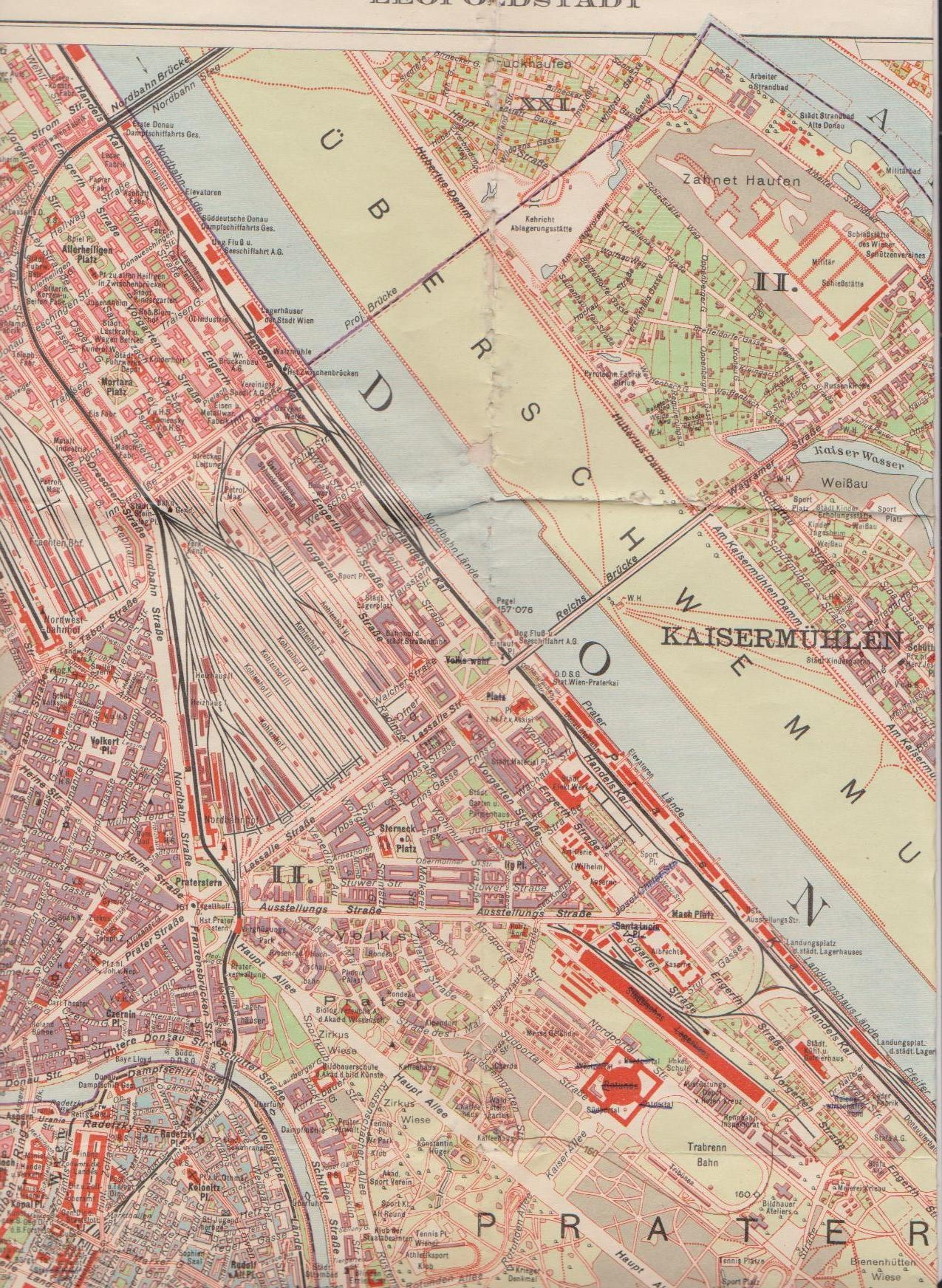
Das Areal und seine Umgebung auf einem Stadtplan von 1925

- 1912: Im mit Säulenhaufen bezeichneten Auwaldgebiet finden sich die Amerikalacke und Stuwers Labor (für Pyrotechnik). Die heutige Brigittenauer Brücke ist als Projekt bereits in den Stadtplan eingetragen.[21]
- Um 1930: Auf dem Gelände befindet sich nördlich der Wagramer Straße noch ein Teil des Kaiserwassers. Durch das Siedlungsgebiet führen Kapellenaustraße, Bretteldorfer Gasse und mehr als ein Dutzend anderer Gassen. Eine Kehricht-Ablagerungsstätte ist etwa dort eingetragen, wo sich heute der Donauturm und die Auffahrt zur Brigittenauer Brücke befinden. Das einstige Labor ist nun als Pyrotechnische Fabrik Sirius eingetragen.[22]
- Um 1960: Der nördliche Teil der Schrebergartensiedlung besteht nicht mehr. Neben der Reichsbrücke ist gegenüber der Abzweigung der Schüttaustraße der Clemens-Krauss-Park angelegt. Die Brigittenauer Brücke ist als Projekt nicht mehr ersichtlich.[23]
- 1976/1977: Der Donaupark ist wie heute vorhanden. An der heutigen Ecke Donau-City-Straße/Marcel-Prawy-Promenade ist die 1964 errichtete, 1966 als Eishalle eingerichtete und 1991 abgerissene Donauparkhalle zu finden. Das Areal direkt an der Wagramer Straße ist leer. Die neue Reichsbrücke ist in der Errichtung, nördlich davon führen Behelfsbrücken für Straßenbahn und Autos über die Donau. Die Straße als Begrenzung zum Überschwemmungsgebiet heißt Am Hubertusdamm.[24]
- 1983/1984: Das Vienna International Centre ist benachbart, das später als der zweite Teil der UNO-City hinzugekommene Austria Center Vienna findet sich nur als Bauplatz. Die Donauparkhalle ist noch vorhanden. Die U1 erschließt das Areal bereits und hat die früheren Straßenbahnlinien auf der Wagramer Straße ersetzt. Die Brigittenauer Brücke wurde inzwischen gebaut. Die Donauuferautobahn ist im Bereich der heutigen Donau City noch in Bau.[25]

## Entwicklung der Donau City

### Entwicklergesellschaft
Eigentümer des 18,5 ha großen Geländes und verantwortlich für die Gesamtentwicklung ist die 1991 aus der Expo-Vienna AG hervorgegangene WED Wiener Entwicklungsgesellschaft für den Donauraum AG  an der neben dem Hauptaktionär Bank Austria ursprünglich auch die Erste Bank, Raiffeisen Zentralbank, BAWAG P.S.K., Investkredit Bank AG der Volksbank-Gruppe, UNIQA und die Vienna Insurance Group (früher Wiener Städtische) beteiligt waren. Seit Anfang 2016 ist die Bank Austria nun Alleineigentümer über die WED Holding AG; die WED selbst firmiert mittlerweile als GmbH.
Die originäre Expo-Vienna AG wurde im August 1989 ins Firmenbuch eingetragen. Zu diesem Zeitpunkt waren an ihr der Bund und das Land Wien zu gleichen Teilen beteiligt.

### Ebenenkonzept
Die Donau City ist durch die sogenannte Donauplatte charakterisiert. Ihre Versorgung ist dabei in mehreren Ebenen organisiert.
Ebene 0 ist dem Fußgeher- und Radverkehr vorbehalten. Sie ist gänzlich autofrei, kann jedoch von Einsatzfahrzeugen erreicht werden. Ebene minus 1 dient als Medienebene. Mit Ausnahme des Abwasserkanals wird in diesem begehbaren Verteiler die gesamte technische Infrastruktur (Fernwärme, Wasser, Strom, Telekommunikation) geführt. Die Technikgeschoße der einzelnen Gebäude schließen ebenso auf dieser Ebene an das zentrale Kollektorbauwerk an. Die Garagen der Objekte liegen wiederum auf den Ebenen minus 2 und minus 3.

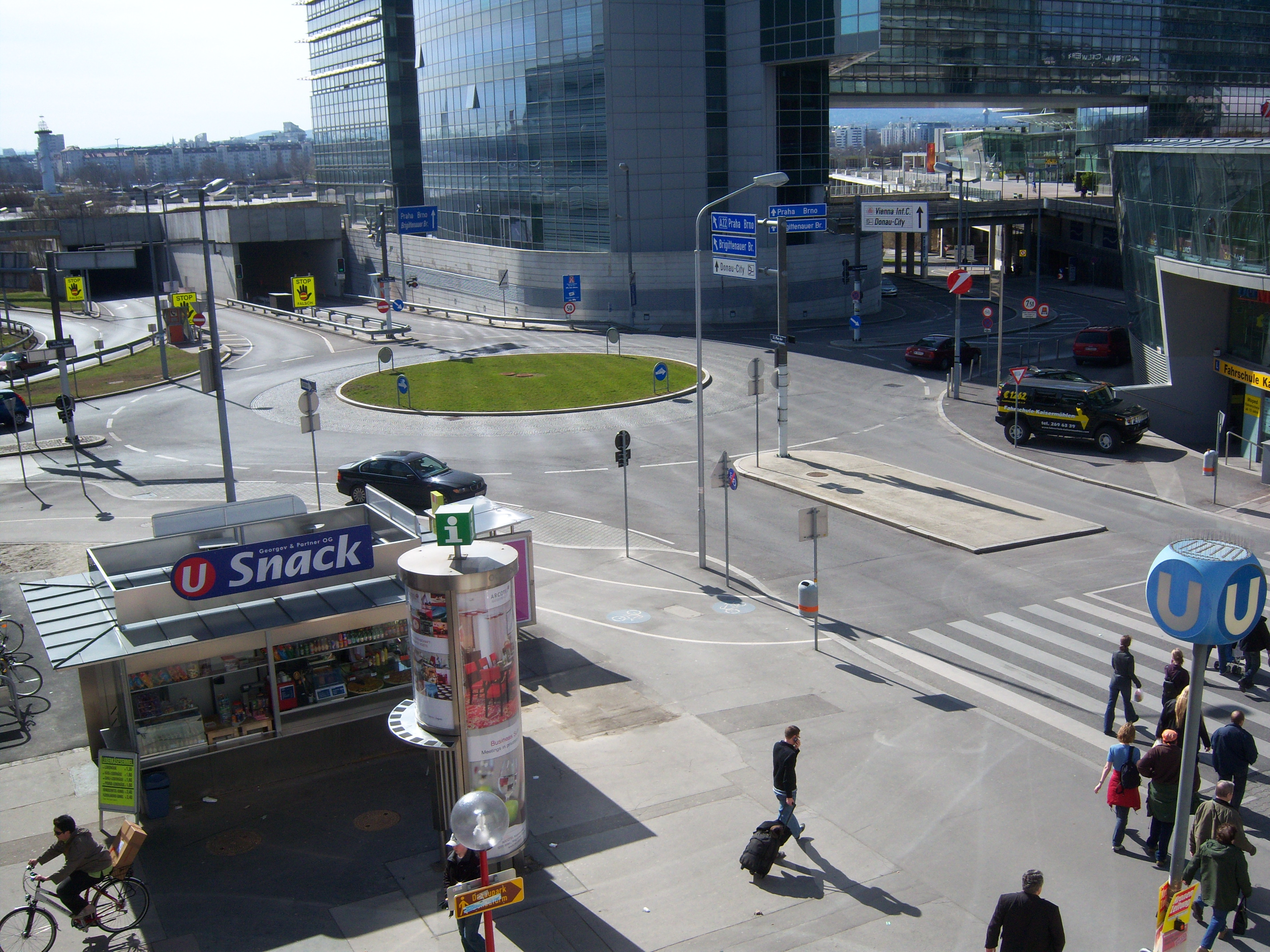
Einfahrt in die Donau-City-Straße bei der Anschlussstelle Reichsbrücke

Der motorisierte Individualverkehr erreicht die Stellplätze über Ebene minus 3, welche dem Grundniveau der Umgebung entspricht. Die beiden Straßenzüge unter dem Komplex tragen die Namen Leonard-Bernstein-Straße und Donau-City-Straße.
Sie sind mehrheitlich eingehaust und sowohl an die Wagramer Straße als auch an die Donauufer Autobahn A22 angebunden. Zu letzterer bestehen zwei Anschlussstellen (Reichsbrücke und Vienna International Centre, das in Plänen auch als IAKW  für Internationales Amtssitz- und Konferenzzentrum Wien  angeführt ist). Auch die A22 wird im Bereich der Donau City in einer Einhausung (Tunnel Kaisermühlen) geführt. Aus diesem Grund mussten auch dort sämtliche Verflechtungen, Kreuzungen sowie Ein- und Ausfahrten mit parallelen Verteilerfahrbahnen erstmals zur Gänze in Tunnellage ausgeführt werden. Es entstand ein komplexes Straßensystem, welches in seiner gesamten Länge mit umfangreicher Sicherheitstechnik ausgerüstet wurde. Das Verkehrsinformationssystem umfasst unter anderem Wechselwegweiser und Wechselverkehrszeichen, Lichtsignalanlagen und Fahrstreifensignale.

### Städtebauliche Kritik
Das städtebauliche Konzept der Donau City gilt als nicht vollends geglückt. In Kritik steht insbesondere der mangelnde Windkomfort in Bodennähe, da die erhöhte Windbelastung am Donauufer durch die Lage der Hochbauten weiter verstärkt wird. Gemäß einer im Auftrag der WED durchgeführten Studie wird die Komfortschwelle von 20 Kilometern pro Stunde abschnittsweise an 120 Tagen im Jahr überschritten.
Das Stadtviertel gilt zudem als wenig belebt, was – neben oben genannter Windproblematik – der separierten Lage, den monofunktionalen Gebäuden und der fehlenden Nutzung der Erdgeschoßzonen zugeschrieben wird. Es gibt daher immer wieder Bestrebungen, die Attraktivität der Donauplatte zu steigern.

### Chronologische Übersicht der Bauten
| Gebäude                                       | Höhe      | Baubeginn | Bauende | Architekt(en) | Nutzung                                     | Bild |
| --------------------------------------------- | --------- | --------- | ------- | --- | ------------------------------------------- | ---- |
| Andromeda-Tower                               | 113 Meter | 1996      | 1998    | Wilhelm Holzbauer | Büros                                       |      |
| Volksschule                                   |           | 1996      | 1999    | Hans Hollein | Volksschule der Stadt Wien                  |      |
| Wohnpark Donau City                           |           | 1996      | 2000    | Eric Steiner (Stiegen 1, 2) Delugan Meissl (Stiegen 3, 4, 5) Michael Loudon (Stiegen 6, 7) Margarete Cufer & Partner (Stiegen 8, 9, 10) | Wohnungen                                   |      |
| Bank Austria-Gebäude                          |           | 1997      | 2000    | Paolo Piva | Handel, Gastronomie                         |      |
| Mischek-Tower                                 | 110 Meter | 1998      | 2000    | Delugan Meissl | Wohnungen                                   |      |
| Donaucity-Kirche                              |           | 1999      | 2000    | Heinz Tesar | Römisch-katholische Kirche                  |      |
| Ares-Tower                                    | 100 Meter | 1999      | 2001    | Heinz Neumann | Büros                                       |      |
| Hochhaus Neue Donau mit Wohnpark Neue Donau 1 | 150 Meter | 1999      | 2002    | Harry Seidler | Wohnungen, Büros, Kindertagesheim           |      |
| Tech Gate Vienna/Tech Gate Tower              | 75 Meter  | 1999      | 2005    | Sepp Frank, Wilhelm Holzbauer | Wissenschafts- und Technologieinstitutionen |      |
| STRABAG-Haus                                  | 45 Meter  | 2001      | 2003    | Ernst Hoffmann | Büros                                       |      |
| Saturn-Tower                                  | 95 Meter  | 2003      | 2004    | Heinz Neumann, Hans Hollein | Büros                                       |      |
| DC Tower 1                                    | 220 Meter | 2010      | 2013    | Dominique Perrault | Büros, Hotel                                |      |
| DC Living                                     | 60 Meter  | 2013      | 2015    | Baumschlager Hutter Partners | Wohnungen                                   |      |
| DC Tower 3                                    | 100 Meter | 2019      | 2021    | Dietrich Untertrifaller | Studentenwohnungen                          |      |
| Danube Flats 1                                | 175 Meter | 2020      | 2024    | project A01 | Wohnungen                                   |      |
| DC Bildungscampus                             |           | 2022      | 2025    | | Bildung                                     |      |
| DC Music Flats                                |           | 2022      | 2025    | | Studentenwohnungen                          |      |
| DC Innovationscampus                          |           | 2022      | 2025    | | Büros                                       |      |
| DC Flats                                      | 50 Meter  | 2022      | 2025    | | Wohnungen                                   |      |
| DC Tower 2                                    | 175 Meter | 2022      | 2026    | Dominique Perrault | Büros, Wohnungen                            |      |